# Liste de normes ISO
Pour les articles homonymes, voir ISO.

Logo de l'Organisation internationale de normalisation.

Logo version bleu.

Fin 2018, l'Organisation internationale de normalisation (ISO) compte environ 22 467 normes actives.
Les normes ISO peuvent être :
- 1er type : obligatoire / réglementaire ;
- 2e type : volontaire / certifiable ;
- 3e type : non certifiable.

Les normes sur les métadonnées permettent d'assurer l'interopérabilité des systèmes dans un domaine spécifique. Par exemple, AgMES (Agricultural Metadata Element Set, non ISO) assure l'interopérabilité dans le domaine de l'agriculture et de l'alimentation.
Les principales normes sont les suivantes :

## Normes ISO: 1 – 999 / Langues et caractères
- ISO 1 : Tolérance géométrique des produits – Température de référence
- ISO 5 : Photographie – mesure de densité
- ISO 9 : Translittération des caractères cyrilliques en caractères latins (1995)
- ISO 31 : Grandeurs et Unités
- ISO 59 : Pratiques de normalisation recommandées par l'ISO et l'IEC à leurs organismes nationaux
- ISO 216 : Formats des papiers d'écriture (ISO/DIS 216)
- ISO 233 : Translittération des caractères arabes en caractères latins
- ISO 639 : Codes pour la représentation des noms de langue
  - ISO 639-1 : Code alpha-2
  - ISO 639-2 : Code alpha-3
  - ISO 639-3 : Code alpha-3 pour traitement exhaustif des langues (ISO/DIS 639-3)
  - ISO 639-4 : Guide d'implémentation et principes généraux des codes de langue (ISO/CD 639-4)
  - ISO 639-5 : Code alpha-3 pour les familles de langues et groupes de langues (ISO/CD 639-5)
- ISO/CEI 646 : Jeu ISO de caractères codés à 7 éléments pour l'échange d'information
- ISO 690 : Références bibliographiques
- ISO 704 : Établit et harmonise les principes fondamentaux et les méthodes pour préparer et compiler des Terminologies
- ISO 843 : Translittération des caractères grecs en caractères latins (1997)

## Normes ISO: 1000 – 8999 / Codes et langages
- ISO 1000 : Unités SI et recommandations pour l'emploi de leurs multiples et de certaines autres unités
- ISO 1101 : Dessins technogéométrique – Tolérancement de forme, orientation, position et battement
- ISO 1539 : Langage de programmation Fortran
- ISO 1589 : Information et documentation – Gestion des documents d’activité – Partie 1: Concepts et principes
- ISO/CEI 2022 : Structure de code de caractères et techniques d'extension (ISO/CEI 2022)
- ISO 2108 : Numéro international normalisé du livre (ISBN)
- ISO 2692 : Dessins techniques – Tolérancement géométrique – Principe du maximum de matière
- ISO 2709 : Format pour l'échange d'information (ISO/DIS 2709)
- ISO 3040 : Dessins techniques – Cotation et tolérancement – Cônes
- ISO 3166 : Codes pour la représentation des noms de pays et de leurs subdivisions
- ISO 3297 : Numéro ISSN
- ISO 3533 : Conception et sécurité des sex-toys
- ISO 37301 : Systèmes de management de la conformité — Exigences et recommandations pour la mise en œuvre
- ISO 3901 : Codes d'identification des enregistrements musicaux
- ISO 3950 : Art dentaire – Code de désignation des dents et des régions de la cavité buccale[2]
- ISO 4217 : Codes pour la représentation des monnaies et types de fonds
- ISO 4762 : Caractéristiques des vis à tête cylindrique à six pans creux, de filetage à pas gros M1,6 à M64 inclus et de grade A ; masses approximatives de ces vis, données à titre indicatif.
- ISO/CEI 5055 : Software measurement — Software quality measurement — Automated source code quality measures. Non encore traduite.
- ISO 5218 : Codes de représentation des sexes humains
- ISO 5458 : Spécification géométrique des produits – Tolérancement géométrique – Tolérancement de position
- ISO 5459 : Dessins techniques – Tolérancement géométrique – Références et systèmes de référence pour tolérances géométriques
- ISO 6166 : Numéros des instruments financiers (ISIN)
- ISO 6344 : Abrasifs appliqués – Granulométrie (taille des grains des abrasifs, gamme de finesse des pierres à aiguiser...)
- ISO 6507-1: Matériaux métalliques – Essai de dureté Vickers – Partie 1: Méthode d'essai
- ISO 6708 : Composants de réseau de tuyauteries – Définition et sélection des diamètres nominaux.
- ISO 6709 : Représentation normalisée des latitude, longitude et altitude pour la localisation des points géographiques
- ISO 7498 : Modèle réseau OSI en 7 couches
- ISO 7637 : Véhicules routiers – Perturbations électriques par conduction et par couplage –
  - ISO 7637-1 : Définitions et généralités
  - ISO 7637-2 : Perturbations électriques transitoires par conduction uniquement le long des lignes d'alimentation
  - ISO 7637-3 : Transmission des perturbations électriques par couplage capacitif ou inductif le long des lignes autres que les lignes d'alimentation
- ISO 7775 : Titres financiers – types de message[3]
- ISO 7854 : Supports textiles revêtus de caoutchouc ou de plastique. Détermination de la résistance à la flexion
- ISO 8601 : Représentation des date et heure
- ISO 8613 : Architecture de document ouverte (Open Document Architecture, ODA) (ISO/CEI 8613, ou série UIT-T T.410: T.411 à T.424)
- ISO/CEI 8859 : Codage des alphabets qui incluent ASCII
- ISO 8676 : Vis à tête hexagonale à filetage métrique à pas fin entièrement filetées – Grades A et B

## Normes ISO: 9000 – 9099 / Qualité
- ISO 9000 : Systèmes de management de la qualité – principes essentiels et vocabulaire
- ISO 9001 : Systèmes de management de la qualité – exigences
- ISO 9004 : Systèmes de management de la qualité – lignes directrices pour l'amélioration des performances

Nota : les normes ISO 9002 et ISO 9003 ont été annulées lors de la publication de la version 2000 de la norme ISO 9001.

## Normes ISO: 9100 – 9999 / Exigences logiciels, codage, langage (suite)
- ISO 9126 : Gestion des exigences logicielles (remplacée par l'ISO/CEI 25010 depuis 2011)
- ISO 9241 : Ergonomie des logiciels, conception centrée sur l'opérateur humain
- ISO 9362 : Code d'identification des banques
- ISO 9660 : Système de fichiers pour CD-ROM
- ISO 9646 : Cadre général et méthodologie des tests de conformité
- ISO 9899 : Langage de programmation C
- ISO 9984 : Conversion des caractères géorgiens en caractères latins

## Normes ISO: 10000 – 13999
- ISO 10001 : Management de la qualité — Satisfaction du client — Lignes directrices relatives aux codes de conduite des organismes[4]
- ISO 10002 : Management de la qualité — Satisfaction des clients — Lignes directrices pour le traitement des réclamations dans les organismes[5]
- ISO 10003 : Management de la qualité — Satisfaction du client — Lignes directrices relatives à la résolution externe de conflits aux organismes[6]
- ISO 10004 : Management de la qualité — Satisfaction du client — Lignes directrices relatives à la surveillance et au mesurage[7]
- ISO 10005 : Management de la qualité — Lignes directrices pour les plans qualité[8]
- ISO 10006 : Management de la qualité appliqué aux projets.
- ISO 10007 : Gestion de la configuration
- ISO 10014 : Management de la qualité – Lignes directrices pour réaliser les avantages financiers et économiques
- ISO 10279 : Langage de programmation BASIC
- ISO 10303 : Norme pour l'échange de modèles de données de produits STEP
- ISO 10383 : Codes de bourses et marchés réglementés – Codes d'identification des marchés (Market Identification Code ou MIC)
- ISO 10487 : Connecteurs autoradio
- ISO 10589 : Communication entre équipements réseau (IS-IS)
- ISO 10605 : Véhicules routiers – Méthodes d'essai des perturbations électriques provenant de décharges électrostatiques
- ISO/CEI 10646 : Jeu universel de caractères
- ISO 10957 : Numéro international normalisé de la musique (ISMN)
- ISO 11137 : Stérilisation des produits de santé
- ISO 11179 : Représentation des métadonnées des organisations dans un registre de métadonnées
- ISO 11452 : Véhicules routiers – Méthodes d'essai d'un équipement soumis à des perturbations électriques par rayonnement d'énergie électromagnétique en bande étroite –
  - ISO 11452-1 : Principes généraux et terminologie
  - ISO 11452-2 : Chambre anéchoïque
  - ISO 11452-3 : Cellule à mode électromagnétique transverse (TEM)
  - ISO 11452-4 : Méthodes d’excitation des faisceaux
  - ISO 11452-5 : Ligne TEM à plaques
  - ISO 11452-7 : Injection directe de puissance aux fréquences radioélectriques (RF)
  - ISO 11452-8 : Méthodes d'immunité aux champs magnétiques
  - ISO 11452-9 : Émetteurs portables
  - ISO 11452-10 : Immunité aux perturbations conduites dans la bande des audiofréquences étendues
  - ISO 11452-11 : Chambre réverbérante
- ISO 11521 : Types de message inter-dépositaires[3]
- ISO 11898 : Gestionnaire de réseau de communication (CAN)
- ISO 13406 : Écrans LCD
- ISO 13485 : Dispositifs médicaux – Systèmes de management de la qualité – Exigences à des fins réglementaires
- ISO 13616 : Numéro de compte bancaire international (IBAN)
- ISO 13934-1 : Détermination de la force maximale et de l'allongement à la force maximale des étoffes textiles par l'essai sur bande.
- ISO 13934-2 : Détermination de la force maximale des étoffes textiles dite méthode d'arrachement.

## Normes ISO: 14000 – 14399 / Environnement
- ISO 14001 : Systèmes de management environnemental – Exigences et lignes directrices pour son utilisation (NF EN ISO 14001)
- ISO 14015:2022 Management environnemental — Lignes directrices relatives à l’évaluation du devoir de vigilance environnementale

Sur l'analyse du cycle de vie :
- ISO 14040 : Principes et cadre de la série ISO 14040
- ISO 14041 : Définition de l'objectif, du champ d'étude et analyse de l'inventaire
- ISO 14042 : Évaluation de l'impact du cycle de vie
- ISO 14043 : Interprétation du cycle de vie
- ISO 14048 : Formats de documentation de données
- ISO 14049 : Rapports techniques sur des exemples d'analyse des inventaires selon ISO 14041

Sur les émissions de gaz à effet de serre :
- ISO 14064 (3 parties) : Quantification, déclaration et réduction des émissions de gaz à effet de serre.
- ISO 14066 : Exigences de compétence pour les équipes de validation et les équipes de vérification de gaz à effet de serre.
- ISO 14067 : Exigences et lignes directrices pour la quantification des émissions de gaz à effet de serre et de l'empreinte carbone des produits.
- ISO 14069 : Principes, concepts et méthodes de quantification et de déclaration des émissions de gaz à effet de serre.

## Normes ISO: 14400 – 15999
- ISO 14443 : Radio-identification pour une carte de « proximité » (10 cm)
- ISO 14641 : Archivage électronique
  - ISO 14641-1 : Archivage électronique – Partie 1: Spécifications relatives à la conception et au fonctionnement d’un système d’informations pour la conservation d’informations électroniques.
- ISO 14644 : Salles propres et environnements maîtrisés apparentés
- ISO 14721 :2003 (Systèmes de transfert des informations et données spatiales - Système ouvert d’archivage de l’information - Modèle de référence), plus connue sous le nom de modèle OAIS (Open Archival Information System) est une norme conceptuelle, mise au point par les principaux centres d’études spatiales du monde dont le CNES (Centre National d’Études Spatiales).
- ISO 14837 : Vibrations mécaniques — Vibrations et bruits initiés au sol dus à des lignes ferroviaires
  - ISO 14837-1 : Directives générales
- ISO 14882 : Langage de programmation C++
- ISO 14971 : Dispositifs médicaux – Application de la gestion des risques aux dispositifs médicaux
- ISO/TS 15000, sur le registre de commerce électronique ebXML, qui a, au sein de l'ISO, le statut de spécification technique, disponible en anglais seulement.
- ISO 15022 : Titres financiers, schéma de messages (dictionnaire de champ de données) – Banque, titres, produits et services financiers[3]. Remplace ISO 7775 et ISO 11521.
- ISO 15184 : Peintures et vernis – détermination de la dureté
- ISO 15189 : Qualité et compétence des laboratoires de biologie médicale
- ISO 15288 : Systems and software engineering – System life cycle processes
- ISO/CEI 15408 (Critères communs) : Technologies de l'information – Techniques de sécurité – Critères d'évaluation pour la sécurité TI
- ISO 15444 : Norme de compression d’images JPEG 2000
- ISO 15489 : Record management, sur la gestion des enregistrements et les métadonnées
- ISO 15504 : Technologies de l'information – Évaluation des procédés
- ISO 15693 : Radio-identification pour une carte de « voisinage » (1 m)
- ISO 15706 : Codes des œuvres audiovisuelles (ISAN)
- ISO 15378 : Matériaux d’emballages primaires pour médicaments
- ISO 15836 : Information et documentation - L'ensemble des éléments de métadonnées Dublin Core
- ISO 15924 : Codes des écritures et alphabets

## Normes ISO: 16000 – 16999
- ISO/IEC 16500 Technologies de l'information - Systèmes audiovisuels numériques génériques
- ISO/TS 16949 : Systèmes de management de la qualité – Exigences particulières pour l'application de l'ISO 9001:2008 pour la production de série et de pièces de rechange dans l'industrie automobile

## Normes ISO: 17000 – 19099
- ISO/CEI 17000 : Évaluation de la conformité – Vocabulaire et principes généraux
- ISO/CEI 17011:2017 Évaluation de la conformité - Exigences pour les organismes d'accréditation procédant à l'accréditation d'organismes d'évaluation de la conformité
- ISO/CEI 17020 : Évaluation de la conformité – Exigences pour le fonctionnement de différents types d'organismes procédant à l'inspection
- ISO/CEI 17021 : Évaluation de la conformité – Exigences pour les organismes procédant à l'audit et à la certification des systèmes de management
- ISO/CEI TS 17022 : Évaluation de la conformité – Exigences et recommandations pour le contenu d'un rapport d'audit tierce partie de systèmes de management
- ISO/CEI 17024 : Évaluation de la conformité – Exigences générales pour les organismes de certification procédant à la certification de personnes
- ISO/CEI 17025 : Exigences générales concernant la compétence des laboratoires d'étalonnages et d'essais
- ISO/CEI 17033:2019 Déclarations éthiques et informations associées - Principes et exigences
- ISO/CEI 17100:2015 : Exigences générales relatives aux processus de base, aux ressources et à d'autres aspects nécessaires à une prestation de traduction de qualité répondant aux spécification applicables
- ISO/TS 17369 : correspond à l'initiative SDMX visant à promouvoir l'échange de données et de métadonnées dans le domaine du commerce électronique.
- ISO 17458 : Véhicules routiers – Système de communications FlexRay
- ISO/CEI 18670 : Technologies de l'information – Software Hash Identifier (SWHID)
- ISO/CEI 18788 : Système de management des opérations de sécurité privée
- ISO 19011 : Lignes directrices pour l'audit des systèmes de management

## Normes ISO: 19100 – 19199 / Information géographique
- ISO 19100 : Série de normes destinées aux informations géographiques
  - ISO 19101 : Information géographique – Modèle de référence
  - ISO 19105 : Information géographique – Conformité et essais
  - ISO 19107 : Information géographique – Schéma spatial
  - ISO 19108 : Information géographique – Schéma temporel
  - ISO 19109 : Information géographique – Règles de schéma d'application
  - ISO 19110 : Information géographique – Méthodologie de catalogage des entités
  - ISO 19111 : Information géographique – Système de référence spatiales par coordonnées
  - ISO 19112 : Information géographique – Système de références spatiales par identificateurs géographiques
  - ISO 19113 : Information géographique – Principes qualité
  - ISO 19115 : Information géographique – Métadonnées
  - ISO 19119 : Information géographique – Services
  - ISO 19123 : Information géographique – Schéma de la géométrie et des fonctions de couverture
  - ISO 19128 : Information géographique – Interface de carte du serveur web
  - ISO 19136 : Information géographique – Langage de balisage en géographie (GML) (Correspond à l'OGC GML 3.2.1, publiée en 2007)
  - ISO 19139 : Information géographique – Métadonnées (norme en version PDTS : version projet en préparation de la spécification technique)
  - ISO/IEC 19500-1:2012 Technologies de l'information - Groupe de gestion des objets - Architecture du courtier de demandes d'objets communs (CORBA) - Partie 1: Interfaces

## Normes ISO: 19200 – 20999
- ISO 19439 : Cadre de modélisation d'entreprise
- ISO 19440 : Constructions pour la modélisation d'entreprise
- ISO/CEI 19501 : Unified Modeling Language (UML)
- ISO/CEI 19502 : Meta-Object Facility (MOF)
- ISO/CEI 19503 : XML Metadata Interchange
- ISO/CEI 19510 : Modèle de procédés d'affaires et notation de l'OMG (BPMN)
- ISO 19694 : Émissions de sources fixes — Détermination des émissions de gaz à effet de serre dans les industries énergo-intensives :
  - ISO 19694-1 : Aspects généraux
  - ISO 19694-2 : Industrie sidérurgique
  - ISO 19694-3 : Industrie du ciment
  - ISO 19694-4 : Industrie de l'aluminium
  - ISO 19694-5 : Industrie de la chaux
  - ISO 19694-6 : Industrie des ferro-alliages et du silicium
  - ISO 19694-7 : Industries des semi-conducteurs et de l’affichage
- ISO/CEI 19770 : Technologies de l'information – Gestion des actifs logiciels
- ISO/CEI 19794 : Biométrie
- ISO/CEI 20000 : Gestion des services informatiques
- ISO 20022 : Schéma universel des messages de l'industrie financière[9]. Remplace l'ISO 15022.
- ISO 20400:2017 : Achats responsables – Lignes directrices
- ISO 20671-1:2021 : Évaluation des marques — Principes et fondamentaux
- ISO 20700:2017 : Lignes directrices relatives aux services de conseil en management
- ISO 20771:2020 : Traduction juridique - Exigences
- ISO 20916:2019 Dispositifs médicaux de diagnostic in vitro — Études des performances cliniques utilisant des prélèvements de sujets humains — Bonnes pratiques d'étude

## Normes ISO: 21000 – 21999
- ISO 21001 : Organismes de formation – Systèmes de management pour les organismes de formation – Exigences et recommandations pour leur application
- ISO 21127:2006 : Information et documentation -- Une ontologie de référence pour l'échange d'informations du patrimoine culturel.
- ISO/CD 21384-1 : Aéronefs sans pilotes – Partie 1 : Spécifications générales
- ISO 21401 : Tourisme et services connexes – Système de management de la durabilité pour les établissements d’hébergement – Exigences
- ISO 21500 : Management de projet
- ISO/CEI 21827 : Ingénierie de sécurité système — Modèle de maturité de capacité (SSE-CMM)
- ISO/TR 21946 : Information et documentation – Évaluation dans le cadre de la gestion des documents d'activité

## Normes ISO: 22000 – 22999
- ISO 22000 : Systèmes de management de la sécurité des denrées alimentaires – Exigences pour tout organisme appartenant à la chaîne alimentaire
- ISO 22002 : Traçabilité de la chaîne alimentaire – Principes généraux et exigences fondamentales s'appliquant à la conception du système et à sa mise en œuvre (projet en cours)
- ISO 22004 : Systèmes de management de la sécurité des denrées alimentaires – Recommandations pour l'application de l'ISO 22000:2005
- ISO 22005 : Traçabilité de la chaîne alimentaire – Principes généraux et exigences fondamentales s'appliquant à la conception du système et à sa mise en œuvre
- ISO 22301 : Sécurité et résilience – Systèmes de management de la continuité d'activité – Exigences

## Normes ISO 23000 – 23999
- ISO 23081 : Information et documentation – Processus de gestion des documents d'activité – Métadonnées pour les documents d'activité
- ISO 23316 : Sécurité et résilience – Résilience organisationnelle – Principes et attributs

## Normes ISO 25000 – 25999 / Sûreté de fonctionnement des systèmes informatiques
- ISO/CEI 25000:2014 : Ingénierie des systèmes et du logiciel – Exigences de qualité des systèmes et du logiciel et évaluation (SQuaRE) – Guide de SQuaRE
- ISO/CEI 25010:2011 : Ingénierie des systèmes et du logiciel – Exigences de qualité et évaluation des systèmes et du logiciel (SQuaRE) – Modèles de qualité du système et du logiciel

## Normes ISO: 26000 – 26999
- ISO 26000 : responsabilité sociétale des organisations
- ISO 26030 : responsabilité sociétale de la chaîne alimentaire
- ISO 26262 : véhicules routiers – Sécurité fonctionnelle

## Normes ISO: 27000 – 27999 / Sécurité de l'information
- ISO 27000 : Série de normes destinées à la sécurité de l'information
  - ISO/CEI 27000 : Systèmes de Management de la Sécurité de l'Information (SMSI) – Vue d'ensemble et vocabulaire (2018)
  - ISO/CEI 27001:2022 : Système de Management de la Sécurité de l'Information (SMSI) – Exigences
  - ISO/CEI 27002 : Code de bonnes pratiques pour la gestion de la sécurité de l'information (anciennement ISO/CEI 17799)
  - ISO/CEI 27003 : Système de Management de la Sécurité de l'Information (SMSI) – Guide d'implémentation
  - ISO/CEI 27004 : Mesure de la sécurité de l'information
  - ISO/CEI 27005 : Gestion du risque en sécurité de l'information
  - ISO/CEI 27006 : Exigences pour les organismes réalisant l'audit et la certification de Systèmes de Management de la Sécurité de l'Information (SMSI)
  - ISO/CEI 27007 : Guide pour l'audit de Systèmes de Management de la Sécurité de l'Information (SMSI)
  - ISO/CEI 27008 : Lignes directrices de vérification en matière de mesures de sécurité
  - ISO/CEI 27011 : Guide pour l'implémentation de ISO/CEI 27002 dans l'industrie des télécommunications (publié le 15 décembre 2008)
  - ISO/CEI 27013 : Guide sur la mise en œuvre intégrée de l’ISO/CEI 27001 et de l’ISO/CEI 20000-1
  - ISO/CEI 27017 : Code de pratique pour les contrôles de sécurité de l'information fondés sur l'ISO/CEI 27002 pour les services du nuage (autre nom UIT-T X.1631, révision courante 2015)[10]
  - ISO/CEI 27018 : Code de bonnes pratiques pour la protection des informations personnelles identifiables (PII) dans l'informatique en nuage public agissant comme processeur de PII
  - ISO/CEI 27031 : Code de bonnes pratiques en matière de Technologies de l’information – Techniques de sécurité – Lignes directrices pour mise en état des technologies de la communication et de l’information pour continuité des affaires (publié le 1er décembre 2012)
  - ISO/IEC 27032 : Technologies de l'information – Techniques de sécurité – Lignes directrices pour la cybersécurité
  - ISO/CEI 27034 : Sécurité des applications
  - ISO/CEI 27035 : Gestion des incidents
  - ISO/CEI 27036 : Sécurité d'information pour la relation avec le fournisseur
  - ISO/CEI 27037 : Lignes directrices pour l'identification, la collecte, l'acquisition et la préservation de preuves numériques (publié le 15 octobre 2012)
  - ISO/CEI 27038 : Spécifications pour la rédaction numérique
  - ISO/CEI 27039 : Sélection, déploiement et opérations des systèmes de détection d'intrusion (publié le 11 février 2015)
  - ISO/CEI 27701 : Extension d'ISO/CEI 27001 et ISO/CEI 27002 au management de la protection de la vie privée
  - ISO/CEI 27799 : Informatique de santé – Gestion de la sécurité de l'information relative à la santé en utilisant l'ISO/CEI 27002

## Normes ISO: 28000 – 28999
- ISO 28001 : Systèmes de management de la sûreté pour la chaîne d'approvisionnement – Meilleures pratiques pour la mise en application de la sûreté de la chaîne d'approvisionnement – Exigence et guidage

## Normes ISO: 29000 – 29999
- ISO/CEI 29100 : Technologies de l'information – Techniques de sécurité – Cadre privé. Non traduite en français, définit les termes et les principes de gestion des données à caractère personnel.
- ISO/CEI 29500 : Technologies de l'information – Description des documents et langages de traitement – Formats de fichier "Office Open XML".

## Normes ISO: 30000 – 39999
- ISO 30134 Technologies de l'information — Centres de données — Indicateurs de performance clés, dont le PUE (efficacité dans l'utilisation de la puissance) et le REF (indicateur d'énergie renouvelable)
- ISO 30300 : Information et documentation – Systèmes de gestion des documents d’activité – Principes essentiels et vocabulaire
- ISO 30301 : Information et documentation – Systèmes de gestion des documents d’activité – Exigences
- ISO 30301 : Information et documentation – Systèmes de gestion des documents d’activité – Lignes directrices pour la mise en œuvre
- ISO/CEI 30170 : Technologie de l'information – Langage de programmation Ruby
- ISO 30414:2018 : Gestion des ressources humaines – Lignes directrices pour les rapports sur le capital humain interne et externe
- ISO 31000 : Management du risque
- ISO/CEI 31010 : Gestion des risques – Techniques d'évaluation des risques
- ISO/CEI 33001 : Technologies de l'information – Évaluation du processus – Concepts et terminologie
- ISO 35001:2019 Système de management des biorisques en laboratoires - Exigences
- ISO/CEI 38500 : Technologies de l'information – Gouvernance des technologies de l'information pour l'entreprise

## Normes ISO: 40000 – 49999
- ISO 41011:2017 : Facility management – Vocabulaire
- ISO/CEI 42001:2023 : Système de Management de l'Intelligence Artificielle (Information technology — Artificial intelligence — Management system)
- ISO 42500:2021 : Sharing economy - General principles en français "Économie du partage - Principes généraux"
- ISO/TS 42501:2022 Économie du partage. Fiabilité générale et exigences de sécurité pour les plateformes numériques
- ISO 44001 : Systèmes de management collaboratif d'une relation d'affaire – Exigences et cadre de travail
- ISO 45001 : Systèmes de management de la santé et de la sécurité au travail – Exigences et lignes directrices pour leur utilisation
- ISO 46001:2019 : Systèmes de gestion de l'efficacité de l'eau – Exigences avec des directives d'utilisation

## Normes ISO: 50000 – 59999
- ISO 50001:2018 Management de l'énergie
- ISO 53800:2024 Lignes directrices relatives à la promotion et à la mise en œuvre de l’égalité entre les femmes et les hommes et à l’empouvoirement des femmes
- ISO 56000:2020 Management de l’innovation — Principes essentiels et vocabulaire
- ISO 56003:2019 : Management de l'innovation – Outils et méthodes pour les partenariats en innovation – Lignes directrices

## Normes ISO: 60000 – 69999
- ISO/IEC/IEEE 60559 : Technologies de l'information — Systèmes de microprocesseurs — Arithmétique flottante (retranscription par l'ISO de la norme IEEE 754)

## Normes ISO: 80000 – 89999
- ISO/IEC 80601 : Appareils électromédicaux
- ISO 81060 : Sphygmomanomètres non invasifs[11],[12]